# Pedaria spinosa
Pedaria spinosa är en skalbaggsart som beskrevs av Antoine Boucomont 1922. Pedaria spinosa ingår i släktet Pedaria och familjen bladhorningar. Inga underarter finns listade i Catalogue of Life.